# Epidendrum brevivenium
Epidendrum brevivenium är en orkidéart som beskrevs av John Lindley. Epidendrum brevivenium ingår i släktet Epidendrum och familjen orkidéer.
Artens utbredningsområde är Ecuador. Inga underarter finns listade i Catalogue of Life.